# Poa schimperiana
Poa schimperiana är en gräsart som beskrevs av Ferdinand von Hochstetter och Achille Richard. Poa schimperiana ingår i släktet gröen, och familjen gräs. Inga underarter finns listade i Catalogue of Life.